# بشنووو
بشنووو (به لاتین: Bešenovo) یک منطقهٔ مسکونی در کرواسی است که در Sremska Mitrovica Municipality واقع شده‌است. بشنووو ۹۶۵ نفر جمعیت دارد.